# هندسة مبيعات
هَنْدَسَةُ اَلْمَبِيعَاتِ هو مصطلح حديث ظهر في الآونة الأخيرة، ويقصد به التعامل مع المبيعات بطريقة هندسية وتقنية باستخدام معلومات تقنية وهندسية بهدف تعزيز عملية البيع. وهي وظيفة وليست تخصصًا علميًا أو أكاديميًا.

## مهمة رجل المبيعات
رجل البيع يقوم بعملية البيع لتحقيق أعلى نسبة مبيعات للشركة التي يعمل فيها وبعض الشركات تتخصص في بيع منتج ما، مثل الأجهزة الطبية أو أجهزة الاتصالات، أو أجهزة التكييف....إلخ.
وحتى يكون البائع على معرفه تامة بما يبيع ويسهم في إقناع وتوفير معلومات للمستهلك (المشتري) فأنه يستحسن أن يكون مهندسًا أو فنيًّا أو حاصلًا على دورات في المجال التقني الذي يعمل فيه وبذلك يسمى مهندس مبيعات.

## صفات مهندس المبيعات
- تتوفر فيه المهارات الشخصية مثل اللباقة وحسن المظهر وحسن التصرف
- يجيد اللغة العربية بطريقة إلقائية بارعة وأيضًا اللغة الإنجليزية
- يعرف خواص المواد وطرق التعامل معها وإعطاء شهادات صلاحية فيها
- قدر عالي من العلاقات ومهارات الاتصال بالآخرين

## متطلبات المهنة
- وجود شهادة تخصص علمي في المجال المناسب (مثلًا مبيعات الاتصالات مهندس أو فني اتصالات .... إلخ)
- العمل ضمن المجال الهندسي أو الفني المتخصص فيه البائع
- وجود مهارات تسويقية

## روابط خارجية
- مقال عن هندسة المبيعات